# 第5領域航空集団
第5領域航空集団（だいごりょういきこうくうしゅうだん、V Comando Aéreo Regional：V COMAR）は、ブラジル空軍の作戦軍の一つ。
カノアスに司令部を置く。警備担任領域はリオグランデ・ド・スル州、サンタカタリーナ州及びパラナ州である。

## 部隊編成

### カノアス航空基地
- 第14航空群第1飛行隊（1º Esquadrão do 14º Grupo de Aviação、1º/14º GAv）　第3航空軍
- 第5輸送飛行隊（5º Esquadrão de Transporte Aéreo、5º ETA）　第5航空軍

### サンタマリア航空基地
- 第8航空群第5飛行隊（5º Esquadrão do 8º Grupo de Aviação、5º/8º GAv）　第2航空軍
- 第10航空群第1飛行隊（1º Esquadrão do 10º Grupo de Aviação、1º/10º GAv）　第3航空軍
- 第10航空群第3飛行隊（3º Esquadrão do 10º Grupo de Aviação、3º/10º GAv）　第3航空軍

### フロアノポリス航空基地
- 第7航空群第2飛行隊（2º Esquadrão do 7º Grupo de Aviação、2º/7º GAv）　第2航空軍